# Le Dossier de Rosafol
Le Dossier de Rosafol est une comédie-vaudeville en un acte d'Eugène Labiche et Alfred Delacour, représentée pour la première fois à Paris au Théâtre du Palais-Royal le 20 mars 1869.

## Argument
Monsieur Rosafol, récemment marié à la riche Mme Rosafol, découvre que la nouvelle femme de chambre est son ex-femme. Le domestique Pierre pense que M. Rosafol va essayer de la séduire et s'en inquiète car il est lui-même épris de cette dernière.

## Distribution
| Acteurs et actrices ayant créé les rôles |                   |
| Personnage                               | Acteur ou actrice |
| Godivais de Rosafol                      | Geoffroy          |
| Laridel, avocat                          | M. Pellerin       |
| Pierre, domestique                       | M. Fitzelier      |
| Antonina, femme de chambre               | Mme Alphonsine    |
| Aglaure de Rosafol                       | Mme Delille       |

## Analyse
Comme dans d'autres pièces de Labiche, les rapports entre dominants (bourgeois) et dominés (domestiques) sont l'occasion de situations cocasses.